# غابريلا لا لا
غابريلا لا لا (بالإنجليزية: Gabby La La)‏ هي مغنية مؤلفة وملحنة وموسيقية أمريكية، ولدت في 23 مايو 1979 في بيتالوما في الولايات المتحدة.

## وصلات خارجية
- الموقع الرسمي
- غابريلا لا لا على موقع IMDb (الإنجليزية)
- غابريلا لا لا على موقع ميوزك برينز (الإنجليزية)
- غابريلا لا لا على موقع ديسكوغز (الإنجليزية)